# Ladino (etnische groep)
Met het Spaanse woord Ladino wordt een etnische groep in Latijns-Amerika aangeduid, die met name in Centraal-Amerika veel voorkomt. Deze groep stamt af van de Spanjaarden. In Centraal-Amerika wonen bijna geen "pure" Spanjaarden, maar er heeft grootscheepse vermenging plaatsgevonden tussen Spanjaarden en indiaanse bevolkingsgroepen. Deze vermengde groep wordt aangeduid met de term "Ladino". De groep is zeer divers samengesteld, doordat de indiaanse achtergrond zeer verschillend is. Ladino's hebben gemeen dat zij als voertaal niet een indiaanse taal gebruiken, maar het Spaans.
Het woord "Ladino" kent in verschillende landen een verschillende lading. Zo wordt het woord in Honduras gebruikt als volledig synoniem aan mesties, en wordt de term "mesties" ("mestizo") niet gebruikt. In Guatemala wordt "Ladino" gebruikt om aan te geven dat iemand van gemengd Spaans/indaanse afkomst is en bovendien deel is gaan uitmaken van de welgestelde klasse. De Ladino is daar iemand die zich heeft afgekeerd van de Indiaanse maatschappij.
Het begrip Ladino wordt soms verward met het begrip Latino, dat in de Verenigde Staten wordt gebruikt om iemand van Latijns-Amerikaanse afkomst aan te duiden.